# Ken Berry
Allen Kent Berry (ur. 10 maja 1941) – amerykański baseballista, który występował na pozycji środkowozapolowego.
Przed rozpoczęciem sezonu 1961 podpisał kontrakt z Chicago White Sox, w którym zadebiutował we wrześniu 1962. Jako zawodnik tego klubu wystąpił w Meczu Gwiazd i po raz pierwszy w karierze zdobył Złotą Rękawicę. W listopadzie 1970 w ramach wymiany zawodników przeszedł do California Angels, w którym grał przez trzy sezony. Był jeszcze zawodnikiem Milwaukee Brewers i Cleveland Indians.
| Nagroda/wyróżnienie | Lata       | Źródło |
| All-Star            | 1967       | [ 1 ]  |
| 2× Gold Glove Award | 1970, 1972 | [ 1 ]  |